# Heinrich Dietze

Heinrich Dietze

Heinrich Dietze (* 2. Oktober 1882 in Kröstau bei Weischlitz; † 17. Februar 1964 in Emden) war ein deutscher Politiker (DNVP).

## Leben und Wirken
Nach dem Besuch des Gymnasiums in Plauen in den Jahren 1893 bis 1902 gehörte Dietze dem Infanterie-Regiment 139 als Offizier an. Von 1912 bis 1914 besuchte er die Kriegsakademie in Berlin. Anschließend nahm er von 1914 bis 1918 am Ersten Weltkrieg teil. Nach dem Krieg verließ er die Armee im Rang eines Hauptmanns und übernahm das Rittergut Rodersdorf bei Reuth.
1920 wurde Dietze als Vertreter der DNVP Mitglied in der Bezirksversammlung der Amtshauptmannschaft von Plauen. Von Dezember 1924 bis Mai 1928 saß er als Abgeordneter im Reichstag, in dem er den Wahlkreis 30 (Chemnitz-Zwickau) vertrat.